# Jana Roziaková
Jana Roziaková (* 14. September 1986 in Zvolen) ist eine slowakische Fußballspielerin.

## Karriere

### Verein
Roziaková begann ihre Karriere bei ŠK Slovan Bratislava und wechselte am 28. Juli 2010 zum österreichischen Bundesligisten SV Neulengbach. Nach nur einer Saison entschied sie sich dem 
Ligarivalen USC Landhaus Wien anzuschließen.

### International
Roziaková ist aktuelle A-Nationalspielerin für die Slowakische Fußballnationalmannschaft der Frauen und gab am 28. Oktober 2010 gegen die Norwegische Fußballnationalmannschaft der Frauen ihr Debüt.

## Erfolge
- Meisterin der Slowakei mit ŠK Slovan Bratislava (2008/2009) und (2009/2010)